# Franz Tesarik
Franz Tesarik (geboren 21. März 1912 in Zdislavice; gestorben 17. Mai 1943 in Wien) war ein österreichischer Schneidergehilfe und Widerstandskämpfer gegen den Nationalsozialismus der tschechischsprachigen Minderheit. Er wurde vom NS-Regime zum Tode verurteilt und im Wiener Landesgericht geköpft.

## Leben
Tesarik war Schneidergehilfe und lebte in Wien-Hernals. Er war Mitglied des Sozialdemokratischen Tschechischen Arbeiter-Sportvereins für Leibesübungen und ab 1932 der Sozialistischen Arbeiter-Jugend. Später schloss er sich dem kommunistischen Widerstand an. Er soll gemeinsam mit Vladimír Zoul, ebenfalls Schneidergehilfe, Aufklärungsmaterial gegen das NS-Regime verteilt haben und traf dabei auch die KPÖ-Funktionärin Hedwig Urach.
Er wurde am 21. Mai 1941 von der Gestapo Wien verhaftet und verhört. Am 16. Dezember 1942 wurde Franz Tesarik vom Volksgerichtshof in Wien gemeinsam mit vier Mitangeklagten, dem Goldschmiedegehilfen Friedrich Nesvadba, den Schneidergehilfen Alfons Peschke und Vladimír Zoul sowie der Schneiderin Hedwig Urach, wegen „der im Kriege begangenen Vorbereitung zum kommunistischen Hochverrat“ zum Tod durch das Fallbeil verurteilt. Im Wiener Landesgericht verbrachte er fast ein halbes Jahr in der Todeszelle.

„Nachdem Zoul im Sommer 1940 den Posten eines Bezirkskassiers übernommen hatte, war ihm Tesarik bei der Einziehung der Mitgliedsbeiträge und später auch bei der Beschaffung und Verteilung kommunistischer Schriften behilflich. Nach den Angaben, die Tesarik in der Hauptverhandlung gemacht hat, brachte ihm einmal etwa im Herbst 1940 der Mitangeklagte Zoul zwecks Verteilung 10 Exemplare der Flugschrift »Weg und Ziel« in die Wohnung, die Tesarik an [Johann] Gollinger, [Eduard] Wibihal und andere Gesinnungsgenossen weiterleitete.“

Rote Plakate in Wien kündeten am 17. Mai 1943 von der Hinrichtung von Franz Tesarik, Hedwig Urach und Vladimír Zoul.

## Gedenken
Sein Name findet sich auf zwei Gedenktafeln und einem Mahnmal:
- Auf dem Mahnmal für die Opfer des Widerstands der tschechoslowakischen Minderheit in Wien in Gruppe 40 am Wiener Zentralfriedhof,[5]
- auf der Gedenktafel für die tschechische Minderheit am Haus Leibnizgasse 10 in Wien-Favoriten, gewidmet den „Helden der tschechischen und slowakischen Minderheit, die für die Freiheit Österreichs und der Tschechoslowakei ihr Leben opferten.“[6][7]
- auf der Gedenktafel im ehemaligen Hinrichtungsraum des Wiener Landesgerichts, wo Zoul zu Tode gekommen ist, heute ein Weiheraum für die hingerichteten NS-Opfer.[8]